# Колос Петро Михайлович
Петро Михайлович Колос (1948) — український дипломат. Надзвичайний і Повноважний Посол України

## Біографія
Народився 11 липня 1948 року в м. Київ. У 1971 закінчив Київський державний університет ім. Т.Шевченка, відділення перекладачів; у 1979 р. закінчив Київський державний університет ім. Т.Шевченка, юридичний факультет. Володіє іноземними мовами: англійська, російська.
З 1971 по 1972 — Старший методист кафедри міжнародного права Київського державного університету ім. Т.Шевченка
З 1972 по 1973 — Перекладач англійської мови, м. Басра, Ірак.
З 1973 по 1975 — Представник нафтового контракту № 77025, м. Багдад, Ірак.
З 1975 по 1981 — Викладач англійської мови і теорії та практики перекладу Київського університету.
З 1981 по 1982 — Заступник директора студентського містечка Київського університету з ідейно-виховної роботи.
З 1982 по 1984 — Заступник декана Київського університету по роботі з іноземними студентами та аспірантами.
З 1984 по 1988 — Заступник головного редактора Видавництва Київського університету.
З 1988 по 1989 — Старший перекладач на будівництві металургійного комбінату у м. Аджаокута, Нігерія.
З 1989 по 1994 — Керівник представництва у м. Лагос «Будівельно-монтажної організації» (СовМО), яка споруджувала Аджаокутський комбінат, Нігерія.
З 1994 по 1995 — Представник російської зовнішньоторговельної фірми «ЭЛЗА» у Нігерії, старший експерт Торговельного представництва РФ у Нігерії.
З 1995 по 1996 — Представник Об'єднання «Зарубежстроймонтаж» у Нігерії та Західній Африці, старший експерт Торговельного представництва РФ у Нігерії.
З 1996 по 1998 — Перший секретар, радник, завідувач відділу країн Близького та Середнього Сходу, заступник начальника Управління країн АТР, БСС та Африки МЗС України.
З 1998 по 2000 — Радник-посланник Посольства України у Державі Ізраїль.
З 2000 по 2000 — Радник-посланник, Тимчасовий повірений у справах України у Федеративній Республіці Нігерія.
З 2000 по 2002 — Заступник начальника Шостого територіального управління МЗС України
З 2002 по 2005 — Перший секретар Посольства України в Ісламський Республіці Іран.
З 2005 по 2007 — Начальник відділу країн Азіатсько-Тихоокеанського регіону МЗС України
З 2007 по 2009 — Заступник Директора Третього територіального Департаменту МЗС України.
З 04.06.2009 — 22.03.2014 - Надзвичайний і Повноважний Посол України в Королівстві Саудівська Аравія.
З 27.04.2010 — 22.03.2014 - Надзвичайний і Повноважний Посол України в Омані за сумісництвом.